# كاليداسا
كاليداسا (375 – 415 تقريباً) كاتب مسرحي وشاعر غنائي هندي من القرن 5، يعد من رواد الأدب السنسكريتي الكلاسيكي. شعره يمثل أسلوب كافيا. من أبرز أعماله الشعرية: «راغوفامسا» و«مغادوتا». لقب بـ «كافيكولاغورو» (معلم جميع الشعراء). لا يعرف عنه الكثير، ولكن شعره يدل على أنه كان براهماناً (كاهناً). عمله الدرامي السنسكريتي «تمييز شاكونتالا» يعتبر من أشهر الأعمال المسرحية في الأدب الهندي. عرف بعبادته لشيفا، وكانت أشعاره ومسرحياته تتحدث عن الميثولوجيا الهندوسية والفلسفة.

## روابط خارجية
- كاليداسا على موقع IMDb (الإنجليزية)
- كاليداسا على موقع الموسوعة البريطانية (الإنجليزية)
- كاليداسا على موقع ميوزك برينز (الإنجليزية)
- كاليداسا على موقع قاعدة بيانات برودواي على الإنترنت (الإنجليزية)
- كاليداسا على موقع قاعدة بيانات الفيلم (الإنجليزية)